# Sümeg
Het stadje Sümeg (Duits: Schimeck) in Hongarije, ligt tussen Tapolca, op 18 km ten noorden ervan, en 18 km ten zuiden van Jánosháza in het Bakonygebergte, en op zo'n 23 km ten noorden van het Balatonmeer.
In Sümeg zijn vondsten uit de Romeinse tijd gedaan. De burcht Sümeg stamt uit het eind van de 13e eeuw en werd op een kalksteenheuvel van 270 meter hoog gebouwd. De heuvel toont een ronde vorm aan. Een weg leidt je aan de zuidkant, tot boven aan de ingangspoort.
Tijdens de oorlogen tegen de Turken had de burcht een militaire betekenis. Toen ze strategisch geen rol meer speelde, trad het verval in. Tussen 1955 en 1964 werden de torens, de muren en de bastions gerestaureerd. Hier en daar moet men nu nog de vervallen muren restaureren. Met het bezoek op de Sümeg-burcht wordt op het binnenplein de geschiedenis van het kasteel uitgebeeld door figuranten. Zo ziet men bijvoorbeeld een aanval afslaan van de Turken door Hongaarse ridders en soldaten; het dagelijks leven op een middeleeuws kasteel, enz... Aan de muren staan wapenschilden, lansen en verdedigingstuigen opgesteld.
In twee grote zalen van de woontoren is een expositie te zien over de geschiedenis van de burcht. Behalve deze tentoonstelling is ook het fraaie uitzicht van hier over het omliggende land een bezoek waard.
Aan de Deák Ferenc utca staat de Parochiekerk, gebouwd in het midden van de 18e eeuw in de bekende laat-barokstijl (of laat-rococo).
In het interieur vallen de prachtige fresco's op aan muren, plafond en koepel. Ze zijn van de kunstenaar Franz Anton Maulbertsch.
Kunstkenners beschouwen ze als de mooiste van Hongarije. Het mooiste gebouw van de stad, het vroegere Bisschopspaleis (Püspök-palota) in barokstijl (midden 18e eeuw), ligt aan het Szent István tér (Sint Stefan plein).
Het is nu in gebruik als leerlingenpensionaat. Aan de oostzijde van het plein staat de eveneens in het midden van de 18e eeuw gebouwde voormalige franciscanerkerk.
De kerk herbergt een rijk versierd barokaltaar en een uit hout gesneden Piëta (een zittende Maria-figuur, treurend om het dode lichaam van haar Zoon).
Van de vroegere stadsmuur is nog ongeveer één kilometer bewaard gebleven, welke in diverse straten ze kunt zien. In veel straten staan mooie herenhuizen, de meeste in barokstijl. Het geboorte- en sterfhuis van de romantische Hongaarse dichter Sándor Kisfaludy is nu als museum ingericht.
De dichter verzamelde en bewerkte sagen over de burchtruïnes in de omgeving.
Op een heuvel aan de westrand van de stad (Mogyorós-Domb) werd in 1960 een 5000 jaar oude vuursteengroeve ontdekt.
Door de open steengangen van een dak te voorzien, werd de groeve geschikt gemaakt als openluchtmuseum.